# Mystromys albicaudatus
Mystromys albicaudatus — вид Гризунів родини Незомієві (Nesomyidae). Раніше вид включали у родину Хом'якові (Cricetidae) через схожість цього виду з хом'яками. Проте останні молекулярні дослідження підтвердили, що ці дві групи не мають тісного зв'язку.
Mystromys albicaudatus мешкає у саванах Південно-Африканської Республіки та Есватіні. Вдень гризун ховається у норах та тріщинах і виходить назовні вночі. Він живиться зеленими рослинами, насінням, інколи поїдає комах.